# Abdou Diouf

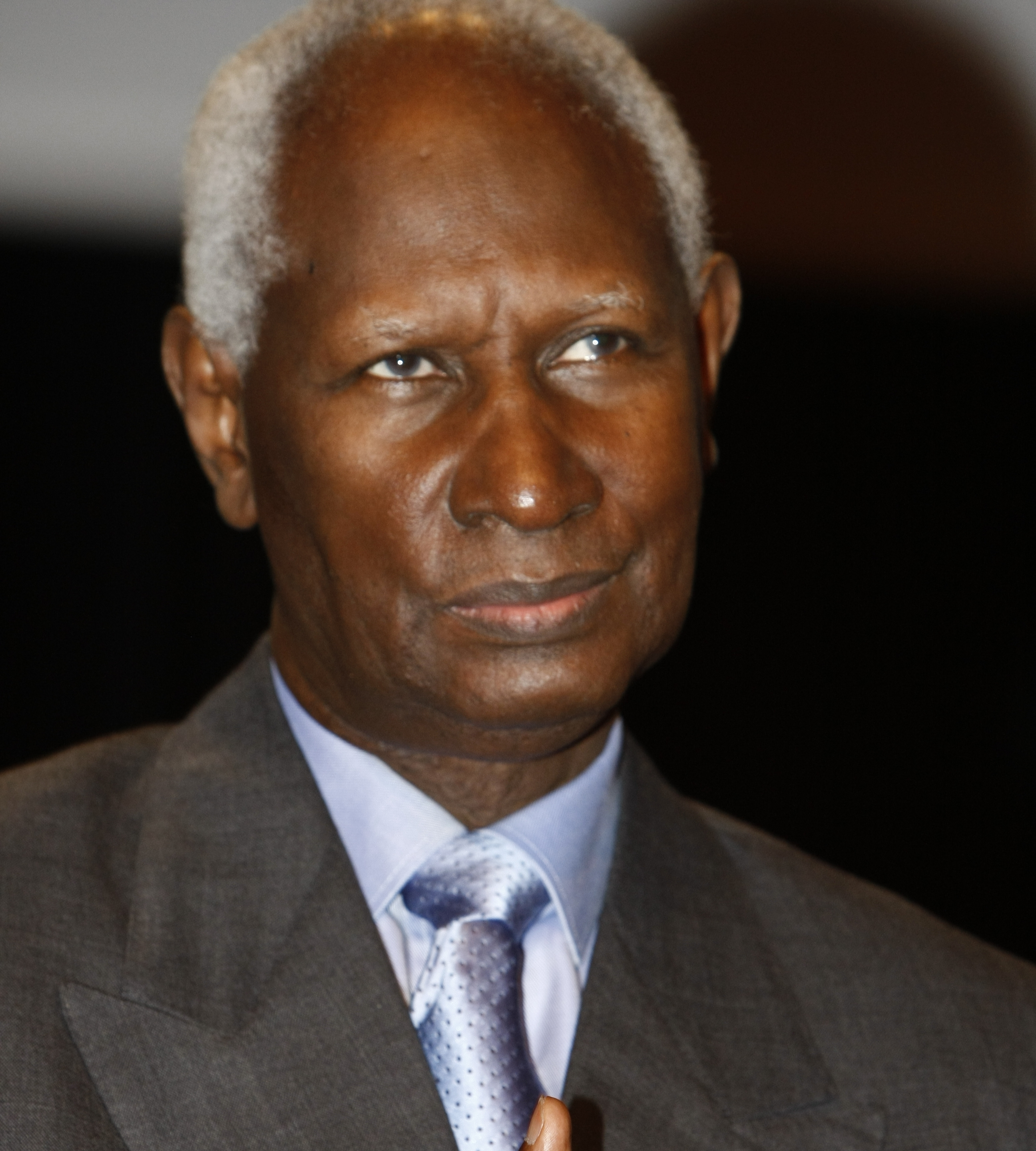
Abdou Diouf (2008)

Abdou Diouf (* 7. September 1935 in Louga) war zweiter Präsident der Republik Senegal (1981 bis 2000).

## Leben
Diouf war vom 26. Februar 1970 bis 1. Januar 1981 Ministerpräsident des Senegal und wurde nach dem Rücktritt Léopold Sédar Senghors Staatspräsident. Unter seiner Präsidentschaft schlossen sich Senegal und Gambia am 1. Februar 1982 zur Konföderation Senegambia zusammen, die allerdings am 30. September 1989 durch den Austritt Gambias wieder zerfiel.
Bei den Präsidentschaftswahlen im Februar 1983 und 1988 wurde Diouf im Amt bestätigt. Bei der Präsidentschaftswahl am 28. Februar 1988 erzielte er 73 % der Wählerstimmen, allerdings brachen wegen vermuteter Wahlmanipulationen noch während der Stimmauszählung in Dakar blutige Unruhen aus, die am folgenden Tag zur Ausrufung des Ausnahmezustands (État d’urgence) führten. Die öffentliche Ordnung musste mit Hilfe der Armee wiederhergestellt und gesichert werden.
Bei der Präsidentschaftswahl 1993 siegte Diouf zum letzten Mal gegen seinen wiederholt angetretenen Herausforderer, den Oppositionsführer Abdoulaye Wade. Die Amtszeit des Präsidenten war in der Verfassung zuvor auf sieben Jahre verlängert worden.
Bei der Präsidentschaftswahl 2000 konnte Diouf im ersten Wahlgang nur noch 41,3 % der Stimmen erzielen. Bei der Stichwahl gegen seinen langjährigen Konkurrenten Abdoulaye Wade unterlag er schließlich mit 41,5 % zu 58,5 %. Die Amtsübergabe an seinen Nachfolger erfolgte verfassungsgemäß mit Ende der Amtszeit am 1. April 2000.
1996 erhielt Diouf den Grand Prix de la Francophonie de l’Académie Française. Den 'FIBA Order of Merit' erhielt er im Mai 1999.
Von 2003 bis 2015 war Diouf Generalsekretär der Organisation der Frankophonie.
1998 erhielt er den König-Faisal-Preis für Verdienste um den Islam.